# 112. brigada HV
112. brigada HV je jedna od ratnih brigada koja je sudjelovala u Domovinskom ratu.

## Ratni put
Brigada je osnovana na početku rata 27. lipnja 1991., a već je u listopadu imala zadatak obrane Zadra na liniji Pag - Ražanac - Zadar koja je završila do siječnja 1992. U nastavku rata, brigada se iskazala u operacijama Maslenica i Oluja kao i u operacijama na području Bosne i Hercegovine. Brigada je djelovala sve do Božića 1995. kada je demobilizirana.
Od početka četničke agresije do oslobođenja Hrvatske 112. brigada, najstarija zadarska brigada, od svojih prvih početaka u Crvenoj Luci, narasla je u dobro opremljenu i osposobljenu jedinicu.
Iz njezinih su redova stvorene gotovo sve postrojbe Zadarskoga sektora. Kroz postrojbe 112. brigade prošlo je oko 12 000 pripadnika. 
U temelje slobodne i suverene Hrvatske ugrađeni su životi 74 gardista i 2 nestala gardista te više stotina teže i lakše ranjenih pripadnika brigade.